# Erich Seidl (Ingenieur)
Erich Seidl (* 3. Oktober 1880 in Breslau; † 29. Juni 1939 in Berlin) war ein deutscher Bergbauingenieur und nationalsozialistischer Wissenschaftspolitiker.

## Leben
Der Sohn des Geheimen Baurats Anton Seidl besuchte Gymnasien in Breslau, Kattowitz und Stettin. Nach dem Abitur studierte er von 1901 bis 1905 Bergbau. 1905 wurde er zum Bergreferendar, 1909 zum Bergassessor ernannt und arbeitete für die Preußische Bergverwaltung. Während des Ersten Weltkriegs wurde er auf verschiedenen Kriegsschauplätzen eingesetzt, zuletzt als Oberleutnant der Reserve im Stab des Deutschen Militärbevollmächtigten an der Deutschen Botschaft in Konstantinopel. Von 1919 bis 1923 arbeitete er zunächst als Regierungsrat, später als Vortragender Rat für das neu gegründete Reichsschatzministerium. In dieser Zeit war er als Regierungsvertreter Mitglied in den Aufsichtsräten verschiedener Metallbetriebe. Nach Auflösung des Reichsschatzministeriums 1923 schied er aus dem aktiven Reichsdienst aus. 1924 wurde Seidl an der Technischen Hochschule Braunschweig zum Dr.-Ing. promoviert. In den folgenden Jahren arbeitete er als Privatgelehrter.
1933 betätigte Seidl sich zunächst im Kampfbund für Deutsche Kultur, danach im NS-Lehrerbund (NSLB). Von April bis November 1933 leitete er die Reichsfachschaft Hochschullehrer und Wissenschaftler im NSLB. In dieser Zeit entwickelte er Vorschläge für eine nationalsozialistische Hochschulreform, die aber weitgehend unbeachtet blieben. Von 1935 bis 1939 war Seidl Präsident des Staatlichen Materialprüfungsamtes in Berlin-Dahlem. Seine in finanziellen Dingen unorthodoxe Amtsführung stieß bald auf erhebliche Kritik der Preußischen Oberrechnungskammer und des Reichserziehungsministeriums.
Seidl starb im Juni 1939 durch Suizid.

## Schriften
- Die Permische Salzlagerstätte im Graf Moltke Schacht und in der Umgebung von Schönebeck a. d. Elbe. Beziehung zwischen Mechanismus der Gebirgsbildung und innerer Umformung der Salzlagerstätte. Berlin: Königliche Preußische Geologische Landesanstalt, 1914.
- Schürfen, Belegen und Schachtabteufen auf deutschen Zechstein-Salzhorsten. Berlin: Preußische Geologische Landesanstalt, 1921.
- Die geologischen Gesetzmäßigkeiten für den Zechstein-Kalisalzbergbau im hessisch-thüringischen Gebiet. Über Umformung verschieden-plastischer Schichten durch Translokation und Dislokation in Verbindung mit tektonisch-plastischer Differentiation, Halle (Saale): W. Knapp, 1923 (zugleich: Diss. TH Braunschweig, 1923).
- Bruch- und Fliess-Formen der Technischen Mechanik und ihre Anwendung auf Geologie und Bergbau, Bde. 2, 3, 5, VDI-Verlag, Berlin 1930–1934 (mehr nicht erschienen).

## Ehrungen
- 1934 Ehrensenator der Technischen Hochschule Berlin